# Chemtrails over the Country Club
Chemtrails over the Country Club —en español: Estelas químicas sobre el club de campo— es el séptimo álbum de estudio de la cantautora estadounidense Lana Del Rey. Fue lanzado el 19 de marzo de 2021 por Interscope Records y Polydor Records como continuación de su sexto álbum de estudio, Norman Fucking Rockwell! (2019).El álbum fue anunciado un día después del lanzamiento de Norman Fucking Rockwell el 1 de septiembre de 2019, Lana lo describió como el álbum que complementará y  continuará a NFR! y mencionó que tendría la misma vibra sonora de su antecesor y sería lanzado en los próximos 10 o 12 meses. Lana del Rey compartió en Instagram en agosto de 2020 un adelanto de lo que sería White Hot Forever canción que después  fue cambiada a Tulsa Jesus Freak. El álbum originalmente iba a salir en octubre de 2020 pero se retrasó por la producción de Vinilos que fue afectada por la pandemia del Covid 19 .Algunas de las canciones de este álbum junto a Norman Fucking Rockwell y Blue Banisters fueron grabados alrededor del 2016-2017, canciones que fueron descartadas para su álbum Lust For Life y decidió repartirlas en los 3 álbumes posteriores.  Inicialmente titulado White Hot Forever, el álbum fue producido por Del Rey y Jack Antonoff, y presenta contribuciones de producción adicionales de Rick Nowels, quien Del Rey trabajó en álbumes de estudio anteriores.
Chemtrails over the Country Club se describió como un disco de folk, country folk y americana. El álbum trata temas de escapismo, amor, desamor y nostalgia, al tiempo que abarca sus referencias habituales a la cultura americana, junto con emociones de desilusión. También se incluye en el álbum una versión de la canción de 1970 de Joni Mitchell «For Free», con los cantautores estadounidenses Zella Day y Weyes Blood. Chemtrails over the Country Club recibió reseñas en la mayoría positivas, siendo muy comparado con su anterior álbum, el mayor éxito que tuvo el álbum fue en el Reino unido, encabezando las listas del país y siendo este su quinto número 1 en el país, el 13 de agosto obtuvo un certificado de plata por vender 60.000 unidades en el país mencionado.

## Antecedentes
El 30 de agosto de 2019, el día del lanzamiento de su sexto álbum de estudio Norman Fucking Rockwell!, Del Rey anunció que ya había comenzado a trabajar en su siguiente álbum, revelando que el título provisional sería White Hot Forever. Casi nueve meses después, el 25 de mayo de 2020, publicó una serie de videos en Instagram en los que anunció que el título se había cambiado a Chemtrails en lugar de Country Club. El lanzamiento del álbum estaba inicialmente programado para el 5 de septiembre de 2020, pero más tarde se reveló que el lanzamiento se había pospuesto debido a retrasos en la producción de vinilo debido a la pandemia de COVID-19, así como a la incertidumbre sobre si el la pista «Dealer» se incluiría en el álbum. Más tarde se confirmó que «Dealer» no había hecho el montaje del álbum.

Solo pienso en los signos de las estrellas porque es lo que aparece en mi escritura para lo próximo que estoy haciendo. (…) No sé cuánto tiempo me llevará. Tengo lo mismo para este próximo álbum, pero en realidad va a tomar más tiempo del que deseo si va a ser tan bueno como Norman Fucking Rockwell! (…) Este próximo álbum puede llegar en 2020, puede llegar en 2021, y puede que se llame White Hot Forever, o puede que cambie de opinión.
Del Rey para la Revista Q

Carteles promocionales de "Chemtrails Over the Country Club" en la ciudad de Nueva York.

Del Rey dijo que «gran parte del álbum» pertenece a sus «novias deslumbrantes» y «hermosos hermanos». Agregó además que, «En 2021, [Chemtrails over the Country Club] abre un capítulo más alegre en el controvertido roman-à-clef [de Del Rey], y la leyenda popular Joan Báez aboga por su aceptación en el panteón», y agrega que el álbum parece revelar una Del Rey más vulnerable «que es» más liviana sobre la amenaza de Los Ángeles y «más inocentemente emocional» que en su trabajo anterior. El 7 de agosto de 2020, Del Rey publicó un video en Instagram con un fragmento de la canción «Tulsa Jesus Freak», que luego se incluiría en el álbum. El 1 de septiembre, publicó un video en Instagram de ella en el set filmando el video musical de la canción principal del álbum, «Chemtrails over the Country Club», y anunció que pronto lanzaría otra canción, «Let Me Love You like a Woman», indicando además que el álbum se lanzaría «poco» después. «Let Me Love You Like a Woman» fue lanzado el 16 de octubre como el sencillo principal de Chemtrails en el Country Club.
El 14 de diciembre de 2020, se presentó una presentación en vivo pregrabada de «Let Me Love You Like a Woman» (la primera presentación televisiva de Del Rey en nueve años, desde su presentación en vivo de 2012 en Saturday Night Live) en The Tonight Show Starring Jimmy Fallon, y unos días después, Del Rey interpretó «Silent Night» junto a «Let Me Love You Like a Woman» en el Ally Coalition Talent Show de Jack Antonoff. Poco después, el 22 de diciembre, Del Rey publicó un video teaser de «Chemtrails over the Country Club» en las redes sociales, anunciando que la pista sería lanzada como el segundo sencillo del álbum el 11 de enero de 2021, el mismo día que el álbum. estaría disponible para pre-ordenar.
La octava pista del álbum, «Yosemite», originalmente estaba destinada a incluirse en el quinto álbum de estudio de Del Rey, Lust for Life (2017). En una entrevista de 2017 con Zane Lowe, Del Rey declaró que la canción fue excluida de Lust for Life porque «la canción era demasiado feliz; todavía no hemos llegado».

## Portada del álbum
El 10 de enero de 2021, un día antes del lanzamiento de «Chemtrails over the Country Club», Del Rey reveló la portada del álbum y la lista de canciones de Chemtrails over the Country Club en Twitter e Instagram. El 11 de enero, las cadenas minoristas Target y HMV revelaron ediciones exclusivas del disco con una portada alternativa, fotografiada por Neil Krug.

## Desempeño comercial
En los Estados Unidos, el álbum debutó en el número dos en el Billboard 200 con 75,000 unidades equivalentes a álbumes, de las cuales 58,000 fueron ventas de álbumes puros, lo que lo convierte en el séptimo álbum de Del Rey entre los diez primeros en EE. UU. El álbum se convirtió en su tercer primer lugar en la lista de ventas de álbumes principales. Chemtrails también obtuvo la cuarta semana de ventas más grande para un álbum de vinilo desde que MRC Data comenzó a rastrear las ventas en 1991, con casi 32,000 copias vendidas. Mientras que, al mismo tiempo, Rolling Stone informó que vendió 98.000 unidades.
En el Reino Unido, Chemtrails over the Country Club debutó en el número uno con 40.000 ventas en las listas, convirtiéndose en el quinto álbum número uno de Del Rey en el Reino Unido. Con 16.700 copias de vinilo vendidas, Chemtrails over the Country Club se convirtió en el vinilo más vendido del siglo para un acto femenino en el Reino Unido. En Reino Unido, en sus primeros tres días, Chemtrails over the Country Club ha vendido 30.566 copias físicas.

## Recepción de la crítica
Chemtrails over the Country Club recibió elogios de los críticos musicales. En Metacritic, que asigna una calificación normalizada de 100 a las reseñas de las publicaciones principales, el álbum recibió una puntuación promedio de 81 según 28 reseñas, lo que indica «aclamación universal». En AnyDecentMusic?, que recopila reseñas críticas de más de 50 fuentes de medios, el álbum obtuvo 7.8 puntos sobre 10, según 29 reseñas.
Fred Thomas de AllMusic declaró que Del Rey 'se sacude el capullo de sus días mancha de pop completamente' en Chemtrails sobre el club de campo, que ejercen la composición matizada de Norman Rockwell Rockwell! y posteriormente en su álbum «más atmosférico» hasta la fecha. Will Hodgkinson de The Times calificó el álbum como «bellamente ejecutado» y «cuidadosamente realizado». El crítico de Los Angeles Times, Mikael Wood, encontró que el canto de Del Rey alcanzaba un «nuevo pico» en Chemtrails ; señaló cómo su voz se mueve «entre la voz de su cabeza y su voz sensual en el pecho». Rhian Daly de NME llamó al álbum «una declaración sublime» que media en la fama y el romance, teniendo a la cantante «en la cima de su juego». En una reseña para The Independent, Helen Brown nombró a Del Rey «un gran narrador», que detalla constantemente «el quién, qué, dónde y cuándo». Brown escribió que el álbum atenúa la «exuberante orquestación» de su predecesor, optando por un toque más acústico de la guitarra, apoyado por «marcas de una guitarra eléctrica deslucida y un órgano del vestíbulo del hotel».
Liam Inscoe-Jones de The Line of Best Fit elogió la «magnífica» instrumentación del álbum y la composición basada en historias de Del Rey. El crítico de The Observer, Kitty Empire, elogió la escritura del álbum y lo describió como «un disco repleto de belleza y una autobiografía reflexiva que sólo un compositor más experimentado y seguro podría haber hecho». Branding es «un encantador escuchar» y un «proyecto embrujo», Robin Murray de Clash alabó instrumentación mínima del álbum y la construcción de mundos de las letras. Tim Sentz, escribiendo para Beats Per Minute, declaró que Chemtrails no es tan versátil en cuanto a sonido como su predecesor, pero es «un álbum apropiado para un café que no contiene casi nada de lo que hizo trascender su último álbum».
En críticas mixtas, el crítico Spin Bobby Olivier favoreció los «varios arreglos magníficos» del álbum, pero sintió que la música es menos memorable que el resto de su catálogo. Encontró que el sonido inspirado por el country y el folk era «a veces sorprendente», mientras que las letras eran «sin inspiración» en algunos momentos. Alexis Petridis, de The Guardian, pensó que el álbum se centra en los temas recurrentes de Del Rey de «nostalgia, fama problemática y amantes que nunca van bien», pero apreció las melodías de sus temas. Tatiana Tenreyro, del AV Club apodó a Chemtrails como un disco musical y líricamente inferior a Norman Fucking Rockwell. Comentó que la mayoría de sus temas «no destacan», ya que «se mezclan en su delicadeza».  Johnny of the Well, crítico de Sputnikmusic, criticó la «escritura torpe, la instrumentación suave, el sentimentalismo vacío y la estilización torpe» del álbum. Sin embargo, eligió «Tulsa Jesus Freak» como un punto culminante.

## Lista de canciones
| N.º   | Título                                   | Escritor(es)                 | Productor(es) | Duración |  |
| 1.    | «White Dress»                            | Lana Del Rey y Jack Antonoff |               | 5:33     |  |
| 2.    | «Chemtrails over the Country Club»       | Del Rey y Antonoff           |               | 4:31     |  |
| 3.    | «Tulsa Jesus Freak»                      | Del Rey y Antonoff           |               | 3:35     |  |
| 4.    | «Let Me Love You Like a Woman»           | Del Rey y Antonoff           |               | 3:21     |  |
| 5.    | «Wild at Heart»                          | Del Rey y Antonoff           |               | 4:06     |  |
| 6.    | «Dark But Just a Game»                   | Del Rey y Antonoff           |               | 3:55     |  |
| 7.    | «Not All Who Wander Are Lost»            | Del Rey y Antonoff           |               | 4:07     |  |
| 8.    | «Yosemite»                               | Del Rey y Rick Nowels        |               | 5:04     |  |
| 9.    | «Breaking up Slowly» (con Nikki Lane)    | Del Rey y Nikki Lane         |               | 2:57     |  |
| 10.   | «Dance Till We Die»                      | Del Rey y Antonoff           |               | 4:03     |  |
| 11.   | «For Free» (con Zella Day y Weyes Blood) | Joni Mitchell                |               | 4:11     |  |
| 45:23 |                                          |                              |               |          |  |

## Personal
| Músicos - Lana Del Rey – vocals - Jack Antonoff – piano (1, 2, 4, 5, 9–11), guitar (1–3, 5–7, 9–11), bass (1, 2, 4–7, 9–11), drums (1-6, 10), Mellotron (2, 5, 6, 10, 11), keyboards (2), twelve-string acoustic guitar (2, 5–7), synthesizers (3, 5, 6), Model B synth-bass (3), percussion (3, 4, 6, 10), acoustic guitar (4), electric guitar (4), slide guitar (4), Hammond B3 (4), programming (4), organ (7), Rhodes (10) - Daniel Heath – strings (2) - Evan Smith – horns (2, 5, 10, 11), accordion (10) - Rick Nowels – acoustic guitar (8), keyboards (8), Mellotron (8), bass (8) - Aaron Sterling – drums (8), percussion (8) - Trevor Yasuda – sound effects (8) - Nikki Lane – additional vocals (9) - Mikey Freedom Hart – pedal steel (9), piano (11), guitar (11), Mellotron (11) - Weyes Blood – additional vocals (11) - Zella Day – additional vocals (11) | Productores e ingenieros - Jack Antonoff – production (except 8), mixing (except 8) - Lana Del Rey – production (except 4, 8) - Rick Nowels – production (8) - Laura Sisk – engineering (except 8), mixing (except 8) - Kieron Menzies – engineering (8), mixing (8) - Dean Reid – engineering (8), mixing (8) - Trevor Yasuda – engineering (8) - John Fee – engineering (8) - John Rooney – engineering assistance (except 8) - Jon Sher – engineering assistance (except 8) - Chris Gehringer – mastering - Will Quinnell – mastering assistance (4) |

## Posicionamiento en listas
| Lista (2021)                            | Mejor posición |
| --------------------------------------- | -------------- |
| Alemania (Offizielle Top 100)           | 3              |
| Argentina (CAPIF)                       | 7              |
| Australia (ARIA)                        | 2              |
| Austria (Ö3 Austria)                    | 4              |
| Bélgica (Ultratop flamenca)             | 2              |
| Bélgica (Ultratop valona)               | 2              |
| Canadá (Billboard Canadian Albums)      | 5              |
| Dinamarca (Hitlisten)                   | 2              |
| Escocia (Scottish Albums Chart)         | 1              |
| España (PROMUSICAE)                     | 4              |
| Estados Unidos (Billboard 200)          | 2              |
| Estados Unidos (Top Alternative Albums) | 1              |
| Estados Unidos (Top Tastemaker Albums)  | 1              |
| Finlandia (Suomen Virallinen Lista)     | 5              |
| Francia (SNEP)                          | 3              |
| Hungría (MAHASZ)                        | 25             |
| Irlanda (OCC)                           | 2              |
| Italia (FIMI)                           | 7              |
| Lituania (AGATA)                        | 4              |
| Nueva Zelanda (RMNZ)                    | 2              |
| Noruega (VG-lista)                      | 3              |
| Países Bajos (Album Top 100)            | 2              |
| Polonia (ZPAV)                          | 1              |
| Portugal (AFP)                          | 1              |
| Reino Unido (UK Albums Chart)           | 1              |
| República Checa (ČNS IFPI)              | 5              |
| Suecia (Sverigetopplistan)              | 3              |
| Suiza (Schweizer Hitparade)             | 1              |